# Hotagsfjällen

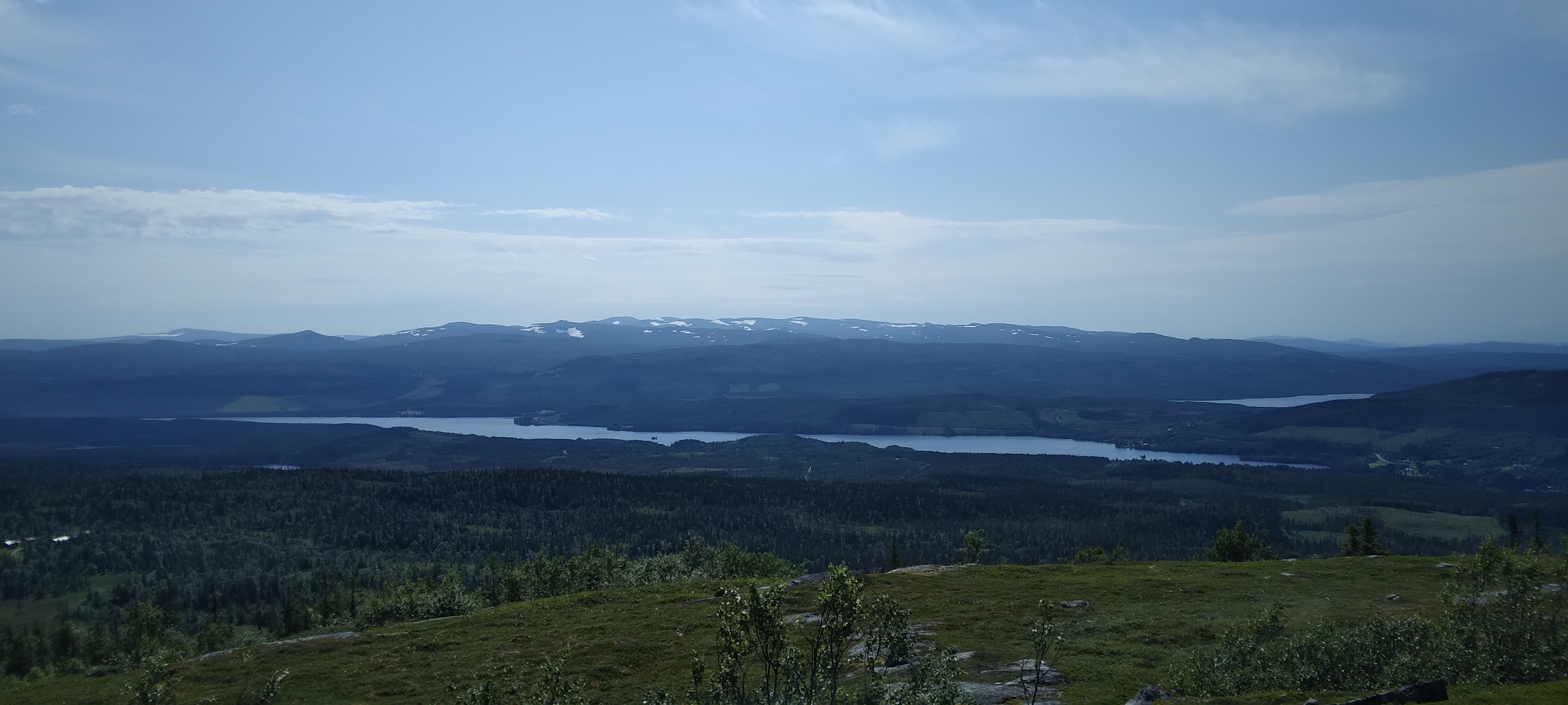
Norra Hotagsfjällen och Lierne nationalpark sedda från Brännklumpen nära Gäddede.

Hotagsfjällen (sydsamiska: Jïjnjevaerie) är ett stort fjällområde i Krokoms kommun, Jämtlands län. 
Områdets högsta punkter är Murfjället (1265 m.ö.h.), Munsfjället (1188 m.ö.h.) och Södra Penningkejsen (1045 m.ö.h.). Fjällområdet gränsar till Norge och Lierne nationalpark, och utgör även de västra och nordvästra delarna av Hotagens naturreservat. 